# سیب سیاه کینگستون

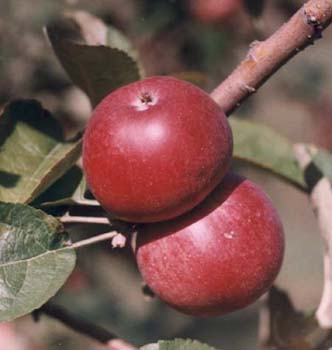
سیب سیاه کینگستون

سیب سیاه کینگستون یک رقم سیب است که منشأ آن انگلستان می‌باشد. این سیب اغلب برای ساخت شراب استفاده می‌شود. اندازه سیب متوسط و رنگ آن قرمز می‌باشد و برخلاف نامش رنگ سیاه ندارد. .